# Tadeusz Koc
Tadeusz Koc, později Tadeusz Kotz, (9. srpen 1913, Grabanów, Polsko - 3. června 2008, Collingwood, Kanada) byl polský důstojník letectva, nositel polského řádu Virtuti Militari 5. třídy, britského Distinguished Flying Cross a čtyřnásobný držitel Krzyże Walecznych.
Během německého útoku na Polsko byl členem 161. stíhací eskadry s niž se účastnil bojů. Na německém soupeři vydobyl půl sestřelu těžké stíhačky Messerschmitt Bf 110. Dne 17. září sestřelil při průzkumu sovětský Polikarpov R-5 nedaleko Delatynu. Poté uprchl přes Rumunsko a Jugoslávii do Francie. Zde se přeškolil na francouzská letadla, avšak do bojů nad Francií již kvůli postupu wehrmachtu nezasáhl a byl evakuován do Velké Británie. Celkem ve válce docílil 3 sestřelů, 3 dalších ve spolupráci a 3 pravděpodobně.